# 神鉄食彩館
神鉄食彩館（しんてつしょくさいかん）は日本のスーパーマーケット。神戸電鉄グループ（神鉄グループ）の流通会社株式会社神鉄エンタープライズ（しんてつエンタープライズ、英: Shintetsu Enterprise Co.,Ltd.）が運営している。同社は食品スーパーマーケット事業、駐車場業、資材販売業を行う。CGCグループ加盟。

## 概要・歴史

### 百貨店業への進出を画策
神戸電鉄と阪急百貨店（現：エイチ・ツー・オー リテイリング）を主体とした共同出資企業として設立したのが始まりであり、当時の出資比率は神戸電鉄40.0%・阪急百貨店が30.0%・阪急電鉄30.0%で、出資3社すべての関連会社となったため神鉄グループ・阪急百貨店グループ・阪急電鉄グループのすべてに加盟した。
1973年（昭和48年）9月より着工した、高層ターミナルビル「新開地神鉄ビル（地下2階 - 地上11階建て）」のうち、地下2階 - 地上7階の9フロアに百貨店を開業させる計画で準備が進められ、1975年（昭和50年）春のオープンを目指していた。
開業準備にあたっては阪急百貨店から鳥居正一郎・泉谷忠三が出向したが、結局は百貨店協会や営業面積の兼ね合いから、極めて百貨店に近い形態のターミナルストアという形になった。

### 神鉄ビルにターミナルストアを開業
1975年（昭和50年）7月、神戸都市部に立地する神鉄ビルの地下2階 - 地上7階の計9フロアにターミナルストアを開業させた。このうち、食料品・化粧品・ファッション・雑貨・書籍・レストランフロアを「神鉄一番街」として出店したのを皮切りに、兵庫県南部エリアにおいて「神鉄一番街」ブランドおよび「ミニショップ」ブランドで食料品や日用品等を扱う店舗を順次展開した。いずれの店舗も名目上は神戸電気鉄道（1988年以降は神戸電鉄）の直営で、当社に経営委託させている形を採っていた。

### 沿線でのチェーン化
レストランフロアや書籍フロアなどを設け、ターミナル店舗としての色合いが強かった本店とは異なり、食料品をメインとした小型店を順次出店するなど積極策を採り、1988年（昭和63年）には6番目の神鉄一番街である谷上店を出店させるまでに成長したほか、レストランや結婚式場を経営していた株式会社神鉄産業の営業権を譲受して、神鉄グループ内でも主要企業のひとつとなった。また、サンテレビジョン（近畿地方と中四国地方をカバーする民間放送局）の21時台のニュース番組の提供を開始した。

### 新ブランド「食彩館」への転換
1997年（平成9年）に新開地店でスタートを切った「食彩館」ブランドを、2000年代より他店にも波及させることとなった。2002年（平成14年）3月に神鉄一番街北鈴店を全面改装し、神鉄食彩館北鈴店へ転換させたのを皮切りに順次転換を開始し、全店舗での業態転換を完了させた。これによりおよそ30年間使用した「神鉄一番街」ブランドは消滅した。

### 2000年代以降の多店化
2003年（平成15年）4月、郊外大型店舗として西鈴神鉄ビル内に神鉄一番街西鈴店（現：神鉄食彩館西鈴店および神鉄西鈴専門店街）を出店させたのを手始めに、2000年代以降はさらなる多店舗化を図っている。
2005年（平成17年）10月には神戸市北区に岡場店を出店、2008年（平成20年）10月には明石市内に新業態店舗「KITCHEN STATION」明石西店を出店させたほか、2010年（平成22年）6月には鈴蘭台北神鉄ビル内に小型店「食彩館ぷち」を出店、さらに2013年（平成25年）6月には神戸市須磨区に落合店を出店させるなど急速に店舗拡大を行なっている。
2012年（平成24年）9月、「神鉄食彩館会員カード」を導入してポイント制度を導入したほか、「朝市」などの各種イベントを多彩に開催するなど積極的な経営策を採って、近年では地域に密着したスーパーマーケットとして売上は好調となっている。イメージキャラクター「しんちゃん」のお買い物バッグの販売や、モバイルメッセージングアプリLINEを活用してお買い物情報やチラシを送信するサービスなどを行なっているほか、2018年（平成30年）より電子マネー機能を搭載した「しんちゃんカード」を導入している。
2009年（平成21年）以降は神戸電鉄の100%子会社化され、2014年（平成26年）4月1日からは神戸電鉄から食品スーパー事業を完全移管された。

## 沿革
- 1973年（昭和48年）5月4日 - 神戸電鉄・阪急百貨店・阪急電鉄の共同出資で株式会社神鉄エンタープライズ設立。
- 1975年（昭和50年）
  - 2月21日 - 株式会社神鉄会館設立。
  - 7月4日
    - 神鉄ビル地下2階 - 地上3階にターミナルショッピングタウン「神鉄一番街」オープン。
    - 神鉄ビル3階に「神鉄ファミリーレストラン」オープン。
    - 神鉄ビル5 - 7階に「神鉄会館」オープン。
    - 神鉄ビル7階に「神鉄総合結婚式場」オープン。
- 1982年（昭和57年）
  - 7月 - 株式会社神鉄会館を神鉄産業株式会社に社名変更。

　　　（この年、神鉄エンタープライズ北鈴蘭台第3次住宅地分譲開始。）
- 1986年（昭和61年）
  - 4月11日 - 不動産事業の一部を分離して神鉄住宅販売株式会社設立。
  - 8月1日 - 株式を取得して傘下におさめた神鉄不動産株式会社を神鉄建設工業株式会社に社名変更。
- 1987年（昭和62年）5月7日 - 神鉄住宅販売が「神鉄住宅センター」オープンにともない同センター内に鈴蘭台営業所を開設。
- 1988年（昭和63年）10月 - 神鉄産業株式会社の全営業権を譲受。
- 1990年（平成2年）5月4日 - 初の沿線外出店として洋食&ベーカリー「モエット西宮」オープン。
- 1995年（平成7年）1月16日 - 翌日に阪神淡路大震災が発生したため「神鉄一番街本店」「神鉄会館」は事実上この日限りで閉店となる。
- 1997年（平成9年）9月5日 - スーパーマーケット新ブランド「食彩館」が誕生。
- 2003年（平成15年）4月7日 - 阪急ファミリーストアから継承した「神鉄一番街」の店舗が初めて誕生。
- 2008年（平成20年）10月1日 - スーパーマーケット新ブランド「KITCHEN STATION」が誕生。
- 2010年（平成22年）6月24日 - スーパーマーケット新ブランド「食彩館ぷち」が誕生。

## 現在の店舗一覧

### 新開地店

#### 神鉄一番街→神鉄一番街本店→食彩館→神鉄食彩館新開地店
（運営：神鉄エンタープライズ→神戸電鉄→神鉄エンタープライズ、1975年7月4日 -1995年1月16日、1997年9月5日 - ）神戸市兵庫区、神鉄ビル内
神戸電鉄、創立50周年を記念してターミナルビルの建設を企画し、1973年（昭和48年）5月より地下2階・地上11階からなる高層ビル「神鉄ビル」の建設に着手。このうち地下2階・地下1階と地上1階〜7階の9フロアに本格的なデパート形態のターミナルストアを入居させることを決定し、1975年（昭和50年）7月4日にオープンしたのが「神鉄一番街」である。後述する支店が開業するまでは「神鉄一番街」といえば当店を指し、小型店の開業後は「神鉄一番街本店」と称していた。延床面積9,358.78 m2、高さ43.25 m2の当店舗は、兵庫区新開地エリアでは当時トップの大型商業店であった。
店内構成はデパート形態を意識して、地下2階を食料品売場、地下1階を贈答品・銘菓・菓子・和洋酒売場とし、地上階には化粧品・ファッション・雑貨・日用品・実用品・書籍・レコード・煙草・ヤングギフト・眼鏡・おもちゃ売場を設けていた。このほか、1階に「神鉄住宅営業所」「神鉄観光旅行営業所」、2階に「喫茶神鉄モエット」「文化ギャラリー」、3階に「神鉄ファミリーレストラン」、5階に「お座敷しんてつ」、7階に「神鉄総合結婚式場」が入居しており、5階・6階には宝塚歌劇団の公演にも使用する宴会場・催会場が存在した。また11階の屋上を解放することもあり、夏季には屋上ビヤガーデンも開催していた。
1982年度（昭和57年度）の年商は、同じ都心西部エリアであった三越神戸支店の85億円に対して19億円と劣勢であった。
1995年（平成7年）1月、阪神・淡路大震災によって、本店が入居していた神鉄ビルが激しく被災し、長期間の休業が余儀なくされた。 旗艦店を失った同年4月、復旧のためのプロジェクトチームを発足させ、神戸電鉄開発部（現：不動産事業本部）を主体として議論を重ねるとともに、店舗調査やデータ収集など行い、同年6月20日の取締役会で「復旧計画」を発表し、地下2階に新業態型生鮮ストア「食彩館」を出店させることに決定。1996年（平成8年）5月28日より出店計画を始動させた。
1997年（平成9年）9月5日、およそ3年弱にわたる休業を経て、新ブランド店舗「食彩館（現：神鉄食彩館新開地店）」を開業させた。この新ブランドは、神鉄一番街とは異なり「スーパーマーケット」を名乗り、オープン当日は新開地駅と神鉄ビルをむすぶ地下通路において、神戸電鉄一本松康雄社長によるテープカットが行われるなど大々的に開業式典が行われた。フロア面積を9フロア→1フロアに大幅縮小したためか、従来の「本店」という呼称はほとんど使用しなくなった。

### 北鈴店

#### 神鉄一番街北鈴店→神鉄食彩館北鈴店
（運営：神戸電鉄→神鉄エンタープライズ、1981年10月12日 - ）神戸市北区、北鈴神鉄駅ビル内
1970年（昭和45年）より神戸電鉄が開発・販売を開始した北鈴蘭台住宅地では、第1次・第2次住宅地の計990戸を分譲後、神鉄エンタープライズを開発業者に加えて第3次住宅地1,025戸の販売を行うことになった。これにあわせて建設した北鈴神鉄駅ビルの核店舗として出店が計画され、1981年（昭和56年）10月12日に開業したものである。2002年（平成14年）3月に神鉄食彩館ブランドに転換した。キリン堂薬局が2012年（平成24年）7月27日より店舗内の一角に出店していたが、現在は北鈴神鉄駅前ビル1階に移転している。

### 谷上店

#### 神鉄一番街谷上店→神鉄食彩館谷上店
（運営：神戸電鉄→神鉄エンタープライズ、1988年7月8日 - ）神戸市北区、神戸電鉄谷上ドーム街内
1988年（昭和63年）7月8日に神戸電鉄谷上駅高架下商業ゾーン「谷上ドーム街」の核店舗として開業した。同年4月に開通したグループ会社の北神急行電鉄と、神戸電鉄・神鉄住宅販売が分譲する神戸北町住宅地、箕谷東住宅地（パークヒル神戸）方面への神鉄バスの乗換客の利用を想定しての開設であった。かつては神鉄グループの書店チェーン「かもめ書房谷上店」が入居していたが、食品売場拡張にともなって閉店した。

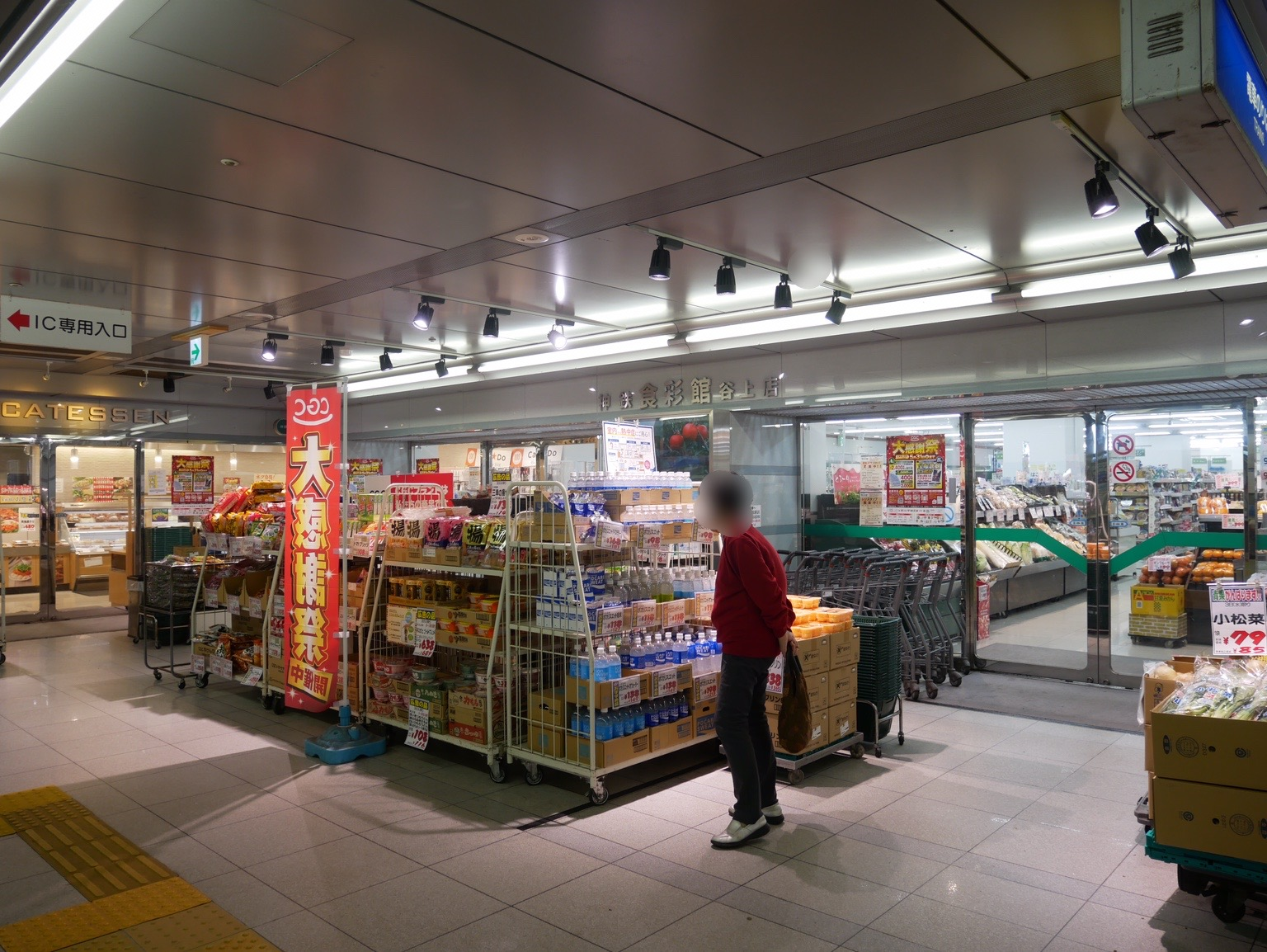
神鉄食彩館 谷上店

### 西鈴店

#### 阪急共栄ストア西鈴店→阪急ファミリーストア西鈴店→神鉄一番街西鈴店→神鉄食彩館西鈴店
（運営：阪急共栄物産→阪急ファミリーストア→神戸電鉄→神鉄エンタープライズ、1971年11月25日 - ）神戸市北区、西鈴神鉄ビル内
1971年（昭和46年）11月25日に開業した西鈴神鉄ビル内に「阪急ボウル」とともに阪急共栄物産が核店舗として出店。阪急共栄ストア西鈴店と称し、のちに阪急ファミリーストアに転換。2003年（平成15年）4月7日より神戸電鉄に運営を交代し、同日より神鉄一番街西鈴店に改称した。同年中にリニューアルを行い1階の食料品売場を神鉄食彩館ブランドに転換、2階は神鉄専門店街に転換した。店舗が入居する西鈴神鉄ビルの南東側の神戸電鉄社有地には「阪急西鈴蘭台テニススクール」が営業していたが、現在は神鉄食彩館西鈴店の顧客向け立体駐車場となっている。

### 岡場店
（運営：神戸電鉄→神鉄エンタープライズ、2005年10月1日 - ）
六甲北ニュータウン・藤原台ニュータウン・神戸リサーチパークの開発完了時点で計画人口が5万人を超えることとなった神戸電鉄岡場駅周辺では、交通量の増加を懸念して1984年（昭和59年）3月より神戸電鉄三田線の立体高架化を段階的に実施し、1998年（平成10年）3月20日には計画通りに岡場駅の高架式2面4線化が完成した。これにともなって必然的に発生した高架下商業スペースは、1995年（平成7年）の駅2面3線化完成時より賃貸用店舗の建設が進められていたが、この一角にも神鉄食彩館の新規店舗を出店することとなり2005年（平成17年）10月1日に開業したものである。

### 落合店
（運営：神戸電鉄→神鉄エンタープライズ、2013年11月20日 - ）
KITCHEN STATION 明石西店以来となるロードサイド店舗として2013年（平成25年）11月20日に開業した。神鉄食彩館ブランドでは初の沿線外出店である。出店にあたっては「毎日食べるものが手軽に安く手に入る『第２の冷蔵庫』」をコンセプトとし、生鮮3品（青果・精肉・鮮魚）の品揃えを特に強化している。

## 過去の店舗
ここでは「神鉄食彩館」ブランドでの過去の店舗のみ記載する。神鉄一番街をはじめとする過去のストアブランドでも神戸市北区を中心に出店していた。

### 神鉄食彩館西口店
- オープン日：1984年（昭和59年）6月6日
- 閉店年月日：2013年（平成25年）

### KITCHEN STATION 明石西店
- オープン日：2008年（平成20年）10月1日
- 閉店年月日：2011年（平成23年）5月15日

### 神鉄食彩館ぷち
- オープン日：2010年（平成22年）6月24日
- 閉店年月日：2011年（平成23年）11月4日

## 不動産事業

### 概要
1980年代以降は街づくり（大規模土地造成・宅地分譲）や建売住宅事業にも進出していた。神戸電鉄グループでは神戸電鉄・有馬興業・神鉄不動産・神鉄住宅販売・北神急行電鉄など多数の企業が不動産事業に進出していたが、神鉄エンタープライズでも神鉄一番街本店地下1階に住宅専門の営業所を独自に設けていた。

### 関連会社による不動産事業
神鉄エンタープライズでは後述のとおり、神鉄建設工業に資本参加のうえ、株式の大部分を取得して傘下におさめていたが、神鉄建設工業においても街づくりや建売住宅の建設・販売が行われていた。
また1986年（昭和61年）4月11日には神戸電鉄・神鉄建設工業と協調する形で神鉄住宅販売株式会社を設立し、新開地・湊川に案内所を開設したほか、鈴蘭台西町神鉄ビルにグループ共同で開設した「神鉄住宅センター」にも案内所を出店していた。

### 北鈴蘭台の開発
神鉄エンタープライズ開発部のなかでも最大規模の街づくりとなった「北鈴蘭台第3次住宅地」は、神戸電鉄・鴻池組・興人・神鉄建設工業・神鉄住宅販売らとの共同プロジェクトであり、1982年（昭和57年）より第1期分譲を開始。1988年（昭和63年）4月の北神急行線（神戸電鉄グループ）開通後は抽選倍率が活況を呈し、同年の売出し完了までに各社合計1,025区画を販売した。神鉄エンタープライズでも宅地・住宅の分譲のほか、北鈴神鉄駅ビルの核テナントとして「神鉄一番街北鈴店」を出店するなどして人口増加に対応した。

## モエット
洋食店・ベーカリーの「モエット」を兵庫県南部に展開していた。
「モエット」を参照

## うどんそば処「有馬」
立ち食いそば店の「有馬」「しんてつそば」を展開していた。
「有馬 (飲食店)」を参照

## 銘菓の販売
神戸銘菓を販売する「すずらん」を営業していた。
- 鈴蘭台店
  - 鈴蘭台駅駅前に存在した。現在は閉店している。
- 西鈴蘭台店
  - 西鈴蘭台駅駅前に存在した。現在は閉店している。

## 資材販売業
建設用各種資材および各種機械器具の販売を行っている。

## 駐車場業
北鈴神鉄駅ビルで駐車場の経営を行っている。

## 過去のグループ企業
かつては子会社・関連会社をかかえて神鉄エンタープライズグループを形成していた。
- 神鉄産業（建設業・レストラン業・結婚式場業を展開していたが1988年（昭和63年）吸収合併した）
- 神鉄建設工業（一時期同社の株式を取得して傘下に収めていた）
- 神鉄住宅販売（神戸電鉄・神鉄建設工業との共同出資で設立した）